# Goldfinger (película)
Goldfinger (en España, James Bond contra Goldfinger; en Colombia y México, 007 contra Goldfinger; en Argentina, Dedos de oro), es una película británica de espionaje de 1964. Es la tercera película de James Bond, producida por Eon Productions, y también la tercera de Sean Connery como el agente ficticio del MI6 James Bond. Está basada en la novela homónima de Ian Fleming. La película también está protagonizada por Honor Blackman como la chica Bond Pussy Galore y Gert Fröbe como el antagonista Auric Goldfinger, junto a Harold Sakata como el guardaespaldas Oddjob, y Shirley Eaton como la famosa chica Bond, Jill Masterson. Goldfinger fue producida por Albert R. Broccoli y Harry Saltzman y la primera de cuatro películas de la saga dirigidas por Guy Hamilton.
En la película, Bond investiga el contrabando de oro por parte del magnate Auric Goldfinger y, finalmente, descubre sus planes de contaminar el depósito federal de oro de Estados Unidos en Fort Knox. Goldfinger fue el primer éxito de taquilla de la saga, con un presupuesto igual al de las dos películas anteriores combinadas. La fotografía principal se llevó a cabo de enero a julio de 1964 en el Reino Unido, Suiza y Estados Unidos.
Goldfinger fue anunciada como la película de la franquicia donde James Bond "entra en foco". Su lanzamiento incluyó una serie de artículos promocionales vinculados con la licencia, incluido un automóvil Aston Martin DB5 de Corgi Toys, que se convirtió en el juguete más vendido de 1964. La promoción también incluyó una imagen de Eaton pintada con oro en la portada de la revista Life.
Muchos de los elementos introducidos en la película aparecieron en muchas de las películas posteriores de James Bond, como el uso extensivo de tecnología y artilugios por parte de Bond, una extensa secuencia previa a los créditos en gran parte aislada de la historia principal, múltiples ubicaciones nacionales y extranjeras, así como el humor irónico típicamente británico. Goldfinger fue la primera película de Bond en ganar un Óscar (por Mejor Edición de Sonido) y se abrió a una recepción crítica muy favorable. La película fue un éxito financiero, recuperó su presupuesto en dos semanas y recaudó más de $ 120 millones en todo el mundo.
En 1999, ocupó el puesto 70 en la lista de las 100 mejores películas británicas de BFI compilada por el British Film Institute. Es el top 10 de las 100 mejores películas de acción de todos los tiempos por GQ.

## Argumento
En la secuencia pre-créditos James Bond (Sean Connery) se infiltra en un complejo de drogas perteneciente a Ramírez, un narcotraficante, y después entra en un cabaret donde espera a que la bomba instalada en el complejo estalle, observando a la bailarina Bonita (Nadja Regin). Disimuladamente, habla con un agente que le pide viajar a Miami ya que lo pueden matar, y se dirige al camerino donde pasa un efímero momento romántico con  la bailarina, siendo atacado por un hombre llamado Capungo (Alf Joint) que lo intenta asesinar. Bond lo mata en la bañera luego de arrojarle un calefactor eléctrico encendido.
Más tarde Felix Leiter (Cec Linder), agente de la CIA y amigo personal de James, le dice que M le envió a Miami Beach para investigar al joyero internacional Auric Goldfinger (Gert Fröbe), sospechoso de realizar contrabando multitudinario de oro entre países de Europa. En el hotel donde estaba hospedado ve cómo Goldfinger hace trampa en un juego de Gin Rummy ayudado por su secuaz Jill Materson (Shirley Eaton). Bond chantajea a Goldfinger con delatarlo a la policía por su treta, a la vez que seduce a Jill, haciéndole a la vez perder a Goldfinger. Mientras Bond y Matterson consumaban su relación, en venganza, Goldfinger ordena a su sirviente Oddjob (Harold Sakata) asesinar a Jill pintándola por completo y así asfixiándole la piel con pintura dorada. Bond, quien asume su misión, decide vengar la muerte de Jill, pero M (Bernard Lee) le pide que no lo tome como algo personal porque de ser así enviaría a 008. Al rato Bond y M se reúnen con el coronel Smithers (Richard Vernon), representante del Banco de Inglaterra que les advierte sobre las operaciones de Goldfinger quien vende su oro dependiendo del país y contrabandeando su oro desapercibidamente fundiéndolo y como carnada le pide a Bond que use un lingote de oro nazi, de varios que se habían perdido después de la guerra. Luego Bond llega al laboratorio de Q (Desmond Llewelyn) donde le da un Aston Martin DB5 con pantalla y vidrios antibalas, ametralladoras, cambiador de matrículas y dos localizadores, los cuales son seguidos desde un radar dentro del vehículo.
Obedeciendo instrucciones de M, consigue infiltrarse en el club de golf en Kent que este posee haciéndose pasar por un reconocido jugador. Mediante la ayuda de un cebo, el lingote de oro de la Alemania Nazi, Bond consigue atraer la atención de Goldfinger haciendo que este acepte la invitación de apostarse el valor del lingote; £5,000. Goldfinger pretende ganar aplicando juego sucio, pero Bond consigue salir airoso. Goldfinger aceptando a regañadientes su derrota le advierte que no se vuelvan a ver y para demostrárselo hace que Oddjob lance su sombrero con ala de acero hacia una estatua del club cortándole la cabeza.
Bond se desplaza a Ginebra para seguir la pista a Goldfinger. Mediante la ayuda del emisor proporcionado por Q, Bond consigue seguir la pista de Goldfinger aunque con una hermosa mujer estorbándole en el camino. Bond observa a Goldfinger haciendo una parada y la chica dispara fallidamente a Goldfinger con un rifle de francotirador, al rato todavía siguiendo a Goldfinger la mujer aún sigue estorbando al agente, Bond disimuladamente pincha sus neumáticos, además de presentarse la lleva a una gasolinera para poder reparar el coche a escasos kilómetros de ahí. Bond aun así sigue a Goldfinger hasta una fábrica en Ginebra, Suiza, donde este funde el oro que acaba en su poder en compartimentos secretos y en la carrocería de su Rolls-Royce Phantom III, eliminando cualquier sello de identidad y siendo ayudado por un comunista chino llamado Sr. Ling (Burt Kwouk) con quien habla de una operación Gran Slam. Mientras Bond investiga la factoría desde la distancia, se encuentra con la chica, cuyo nombre es Tilly Matterson (Tania Mallet), hermana de Jill, a la que Goldfinger había asesinado en Miami. La impaciencia y precipitación de Tilly, hace que sean descubiertos, siendo Bond capturado y Tilly asesinada por Oddjob. Bond intenta escapar además de enfrentar a matones del villano pero accidentalmente estrella su coche contra un muro quedando inconsciente.
Goldfinger intenta asesinar a Bond, amarrado en una mesa con una lámina de oro, cortándolo en dos mediante la ayuda de un rayo láser que había desarrollado para cortar el oro. En el último momento, Bond, gracias a las investigaciones que había realizado en la factoría, consigue convencer a Goldfinger de que le será más útil vivo que muerto, ya que sus superiores de MI6 conocían las informaciones que él conocía sobre su Operación "Gran Slam".
Bond es anestesiado y despierta en el jet personal de Goldfinger donde se presenta su piloto personal Pussy Galore (Honor Blackman), quien se resiste a los encantos de Bond, esta se dispone a cambiarse de ropa aun bajo vigilancia de una de las azafatas. Mientras se arregla, Bond instala su segundo transmisor enviando así su localización a Leiter quien luego se la da a M. Bond llega más tarde a la Ciudad Ficticia de Blue Grass Field en el Estado de Kentucky donde conoce además a las acróbatas aéreas de Pussy y más tarde 007 llega a una pequeña finca de equitación perteneciente a Goldfinger, siendo encerrado en una celda de donde escapa. Mientras tanto Goldfinger se reúne con varios socios, en su mayoría gánsteres estadounidenses, quienes le exigen pagarle varias deudas, Goldfinger convierte su mesa de billar en una consola para explicarles su proyecto "Gran Slam"; asaltar Fort Knox y dispersar un somnífero llamado Delta 9 a los soldados que vigilan la reserva de oro para aparentemente robar todo el oro del interior de la fortaleza. Los presentes que están opuestos al plan de Goldfinger son asesinados con gas por Kish (Michael Mellinger), secuaz de Golfinger, mientras que el Sr. Solo (Martin Benson), otro socio también opuesto al proyecto y primero en abandonar la habitación es asesinado luego de que Oddjob aparentemente lo llevase al aeropuerto cuando en verdad lo mata de un disparo y deja el auto con Solo adentro en una trituradora de chatarra, a la vez que Leiter le seguía el rastro el cual se perdió, ya que Bond puso en su bolsillo el otro transmisor y una nota sobre el plan de Goldfinger. Bond es capturado por Pussy tras haber escuchado los planes de Goldfinger.
Siendo vigilado a distancia por Leiter, Bond le dice a Goldfinger la imposibilidad de robar Fort Knox dado que necesitaría 2 semanas, 200 camiones y 60 hombres para robar el oro de la reserva antes de que actúen las autoridades, pero Goldfinger confiesa a Bond su plan "Gran Slam": consiste en hacer estallar una bomba atómica, gracias a Ling (funcionario chino experto en fusión nuclear), en las reservas de oro de Estados Unidos en Fort Knox; de esta forma, la radioactividad hará inutilizables las mismas durante varios años, multiplicando el valor de las que Goldfinger posee por 50 años a la vez los chinos obtendrían ventaja en medio del caos económico. Igualmente Bond sabe que el supuesto somnífero Delta 9 que sería disparado era un gas mortal. Goldfinger advierte que cualquier intento de localizar la bomba o interferir resultará en la detonación de la bomba en otra ubicación vital de Estados Unidos. Bond y Pussy van a un pequeño granero donde luchan con judo pero las dotes seductoras de Bond hacen que Pussy se arrepienta de su participación en la operación. De esta forma, Pussy entra en contacto con Leiter y consiguen repartir por las cercanías de Fort Knox, mediante la escuadrilla de aviones ligeros que Pussy tiene a su mando, gas sedante en lugar del Delta 9, como había planeado Goldfinger. De esta forma, cuando Goldfinger ha conseguido hacerse con el control de las reservas de oro y poniendo en práctica sus planes, introduciendo la bomba en su interior, todos los militares acuartelados en las cercanías son de nuevo puestos en guardia, tirando por tierra los planes del villano. En la bóveda Bond es esposado a la bomba a la vez que Oddjob asesina a Kish, quien intenta desactivar la bomba estando los tres atrapados en la bóveda y Bond logra liberarse para desactivar la bomba. Tras una difícil pelea con Oddjob, Bond le lanza barras de oro y lo golpea pero sin hacerle daño y aprovechando que Oddjob le había lanzado su sombrero cortando unos cables, Bond lanza su propia arma hacia él quedando entre unos barrotes; luego de esquivarlo, Bond rápidamente lo electrocuta con los cables. Ayudado por Leiter consigue desactivar la bomba siete segundos (007) antes de su explosión.

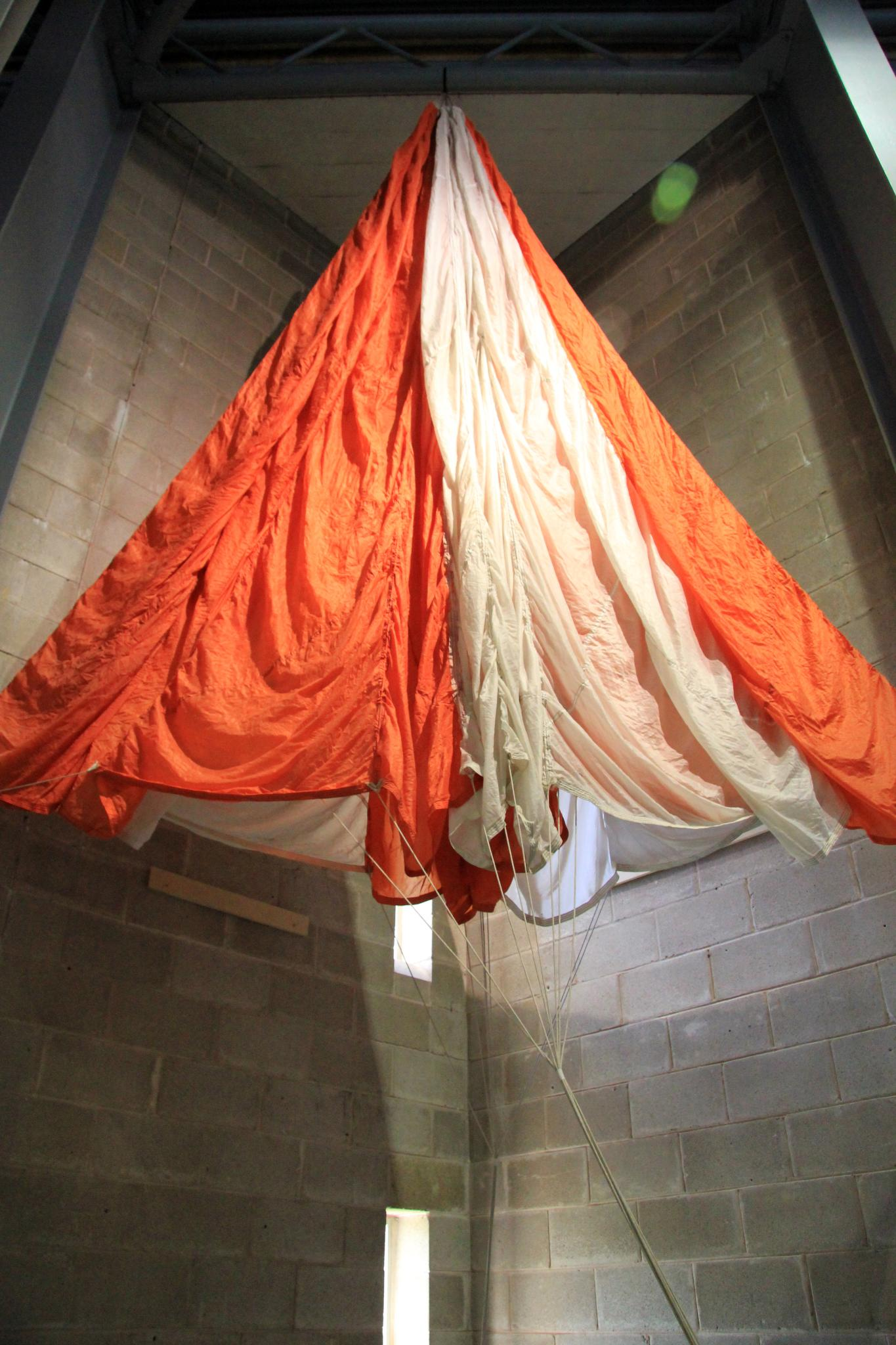
Paracaídas usado en la película.

Goldfinger, que aún no conocía el motivo del fracaso de sus planes, ni por tanto, la traición de Pussy, consigue escapar disfrazado del Coronel y asesinando a Ling y a algunos soldados con un revólver de oro, e intenta vengarse de Bond quien estaba en un chárter con destino a Washington D. C. ya que había sido invitado a cenar por el Presidente por haber evitado los planes de Goldfinger. Sin embargo el villano pretende matar a Bond en el chárter, donde había conseguido infiltrase junto con Pussy, para luego huir a Cuba, pero cuando Bond lo ataca Goldfinger accidentalmente dispara a una de las ventanas acabando lanzado al vacío por la despresurización del avión. Pussy y Bond consiguen saltar en paracaídas, protagonizando un final feliz.

## Reparto

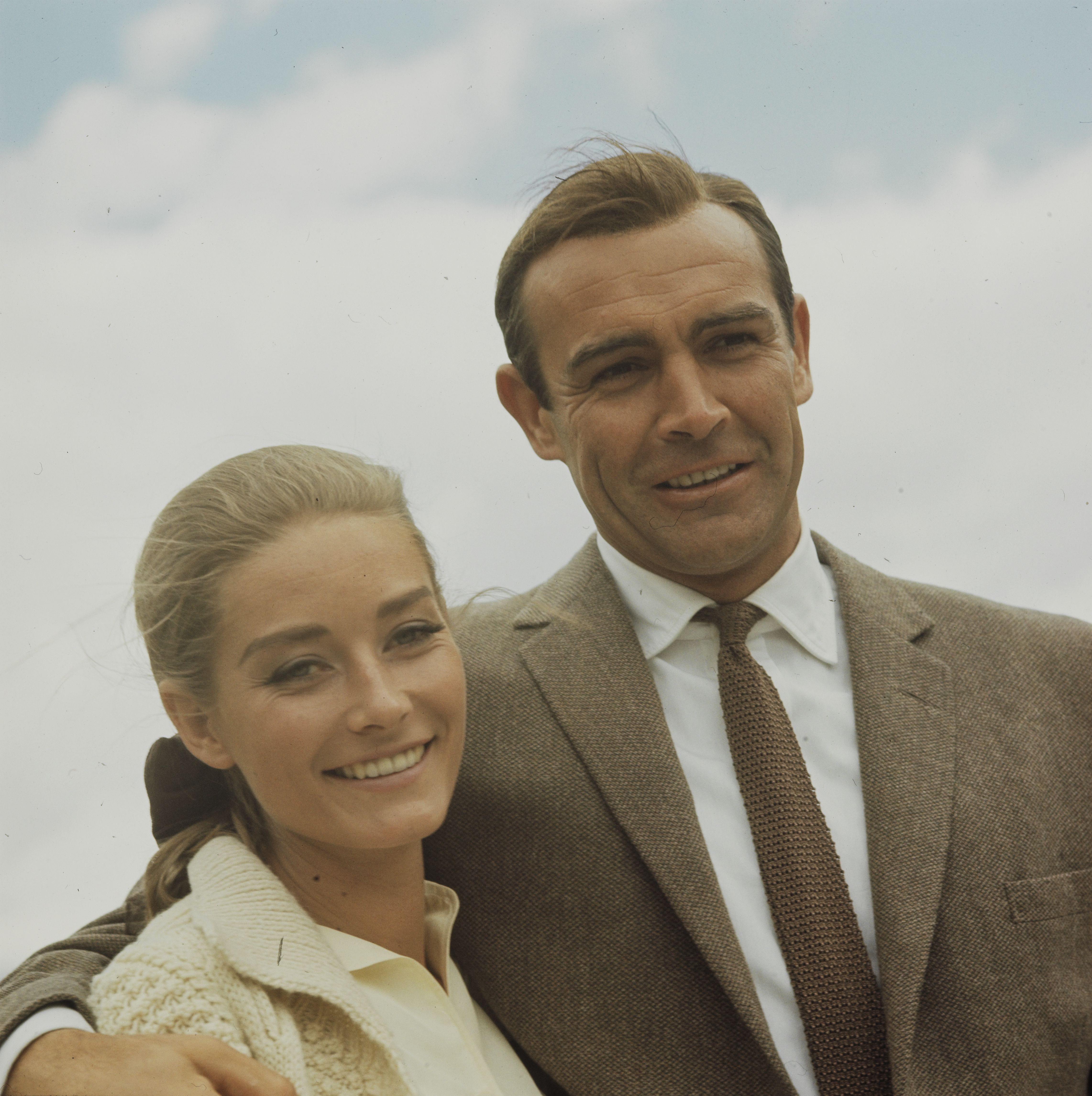
Sean Connery y Tania Mallet durante el rodaje de la película.

- Sean Connery como James Bond (007): Connery repitió su papel con la condición de recibir 5% de las regalías de la película; luego de haber sido herido en la escena en que es golpeado en Miami por Harold Sakata en su papel de Oddjob. A su vez Connery aprendió a jugar al golf, el deporte de su patria Escocia.[5]
- Honor Blackman como Pussy Galore: piloto personal de Goldfinger y líder del circo acrobático aéreo de Pussy Galore. Blackman fue seleccionada para el papel tras su actuación en la serie The Avengers[6] y el guion fue reescrito para usar las habilidades de judo de la actriz.[7] Por miedo a la censura, los productores consideraron cambiar el nombre del personaje a Kitty Galore,[8][9] pero ellos y Hamilton decidieron "si eras un niño de diez años y sabías lo que significaba el nombre, no eras un niño de diez años, eras una perra sucia. El censor estadounidense estaba preocupado, pero nos dimos cuenta eso al invitarlo a él ya su esposa a cenar y (le dijo) que éramos grandes partidarios del Partido Republicano".[10] Durante la promoción, Blackman se deleitó en avergonzar a los entrevistadores al mencionar repetidamente el nombre del personaje.[11] Si bien los censores estadounidenses no interfirieron con el nombre en la película, se negaron a permitir que el nombre "Pussy Galore" apareciera en los materiales promocionales y para el mercado estadounidense fue posteriormente llamada "Miss Galore" o "piloto personal de Goldfinger".[12]

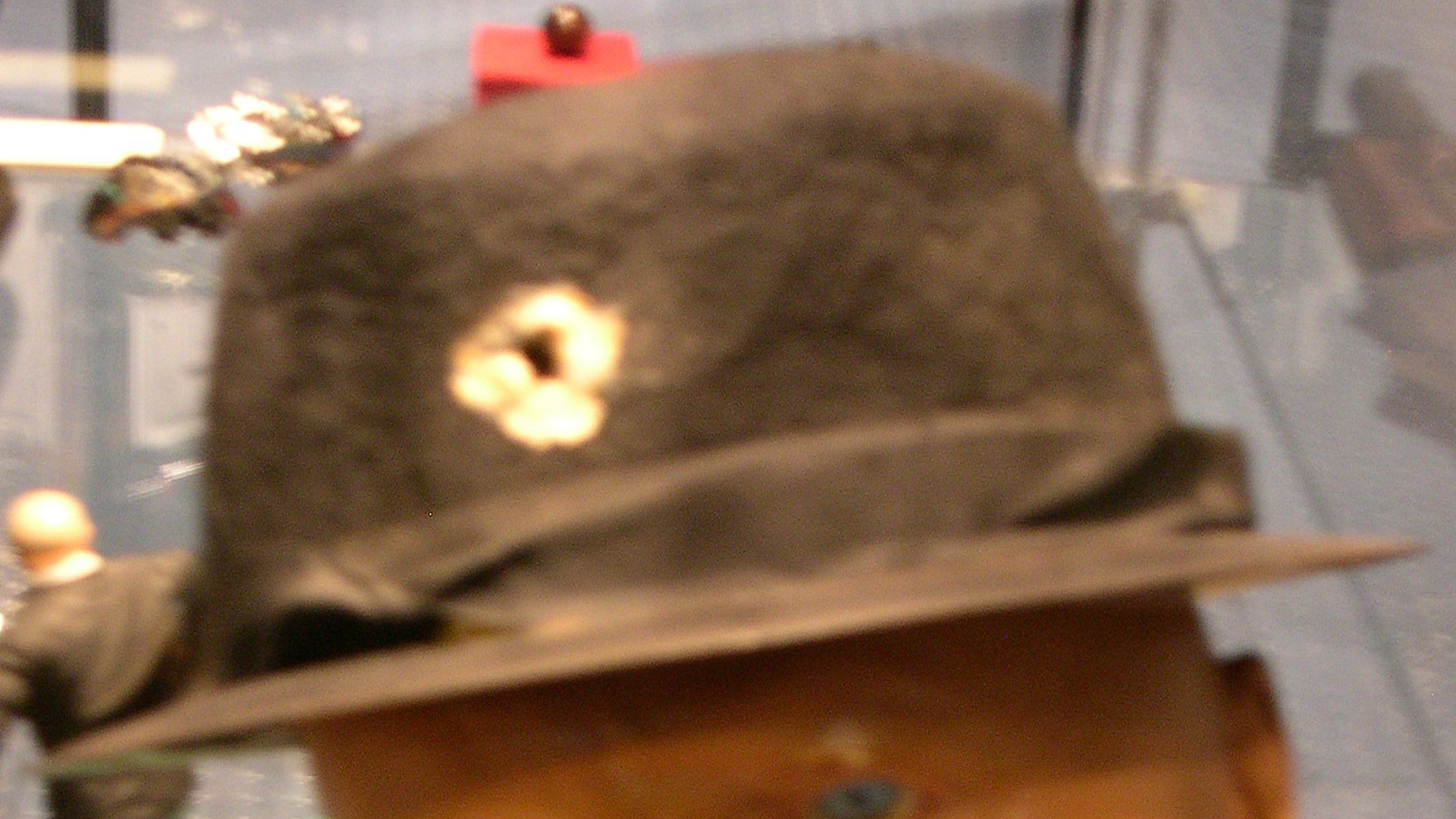
Sombrero usado por Gert Fröbe en su papel de Auric Goldfinger.

- Gert Fröbe como Auric Goldfinger: Rico pero psicótico[13] empresario joyero obsesionado por el oro. El nombre del villano fue inspirado de un vecino de Ian Fleming llamado Erno Goldfinger. En la novela Goldfinger se presenta como un operativo de SMERSH, mientras que en la película es dado a entender que él colabora con la China comunista. Orson Welles fue considerado para el papel pero Welles exigió una paga altísima;[14] Theodore Bikel audicionó pero[15] Fröbe fue escogido por su rol de pederasta en la película alemana El cebo. Fröbe tenía un fuerte acento alemán que le impedía hablar inglés británico[10] aunque su voz original se escucha durante su reunión con sus socios en su casa de Baltimore. Durante la película la voz de Fröbe es doblada por Michael Collins.[6] La película fue temporalmente prohibida en Israel, debido a los nexos que tuvo Fröbe con el partido nazi antes y durante la Segunda Guerra Mundial.  Fröbe aparecería también en Chitty Chitty Bang Bang, otra película producida por Albert R. Broccoli.
- Shirley Eaton como Jill Masterson: Asistente de Goldfinger muerta por orden de este por traicionarlo; pintando su piel de dorado sofocando la piel (argumento de Fleming, ya que la piel no respira). Eaton fue enviada por su agente a encontrarse con Harry Saltzman y accedió a participar si la desnudez se hacía con buen gusto. Le tomó una hora y media aplicar la pintura a su cuerpo.[10] Aunque solo es una pequeña parte de la película, la imagen de ella pintada de oro fue famosa; Eaton, enviada por su agente, quien pide solo mostrar la desnudez parcial de la actriz cuya piel es pintada de dorado en hora y media. Eaton renovó su cuerpo pintado para la portada de la revista Life del 6 de noviembre de 1964.[16]
- Harold Sakata como Oddjob: Mayordomo y asesino coreano al servicio de Goldfinger. Hamilton escogió a Sakata, medallista olímpico en levantamiento de pesas, luego de verlo en un programa de lucha libre. Hamilton llamó a Sakata un "hombre absolutamente encantador", y descubrió que "tenía una forma única de moverse, (así que) al crear Oddjob utilicé todas las características de Harold".[17] Sakata casi muere en la escena en que Bond electrocuta a su personaje aunque Sakata afirmó aguantar la descarga eléctrica hasta que el director gritase "corten".[5] Oddjob es considerado un personaje mudo pero uno de los mejores villanos en la historia del cine."[18]
- Tania Mallet como Tilly Masterson: Hermana de Jill Masterson, busca vengar a su hermana pero al igual que ella muere a manos de Oddjob. Se destaca su coche Ford Mustang, que es actualmente uno de los coches más famosos de la historia y usado en varias películas.
- Bernard Lee como M: director de MI6.
- Cec Linder como Felix Leiter: colega y amigo de Bond de la CIA. Linder fue escogido debido a que Jack Lord no estaba disponible.[19] la interpretación de Linder es vista como la de un Leiter mayor a la del interpretado por Lord en Dr. No; cuando Linder es un año menor que Lord. Según el escritor Richard Maibaum, Lord exigía un altísimo salario por repetir su papel de Leiter[20] por lo que los productores decidieron cambiar al actor, una costumbre hecha desde entonces en la saga cinematográfica. En el último minuto, Cec Linder cambió roles con Austin Willis quien jugó a las cartas con Goldfinger.[21]
- Martin Benson como Sr. Solo: gánster solitario opuesto a los planes de Goldfinger y asesinado por Oddjob.
- Desmond Llewelyn como Q: Jefe de la división Q, provee a Bond su emblemático Aston Martin DB5 que reaparecería años después en Operación Trueno (Thunderball) y en otras películas como GoldenEye y El mañana nunca muere. Hamilton pide Llewelyn agregarle humor a su personaje, inicio de la emblemática relación entre Bond y Q.[19][22] El nombre clave Q es usado a partir de esta película de la saga.
- Lois Maxwell como Miss Moneypenny: secretaria de M.
- Austin Willis como Sr. Simmons: oponente de Goldfinger en un juego de gin Rummy en Miami. Originalmente Willis interpretaría a Felix Leiter pero decide cambiar su papel con su compañero y amigo Cec Linder.[21]
- Bill Nagy como Sr. Midnight: El gánster cuyas contribuciones, según Goldfinger, ayudaron a contrabandear el gas nervioso a través de la frontera canadiense. Inicialmente se queja de que los mafiosos de Nueva York y la Costa Oeste también participaban, y es el primero en recordarle a Goldfinger que le prometieron específicamente $ 1 millón.
- Michael Mellinger como Kisch: Secuaz de Goldfinger, después de Oddjob, y un secuaz tranquilo y un teniente leal que conduce el falso convoy del ejército de su jefe a Fort Knox.
- Burt Kwouk como Sr. Ling: Comunista chino experto en energía atómica que arma la bomba usada por Goldfinger. Kwouk aparecería años después en Solo se vive dos veces también de la saga de Bond.
- Richard Vernon como el coronel Smithers, representante del Banco de Inglaterra.
- Margaret Nolan como Dink, masajista de Bond durante su estadía en Miami: curiosamente aparece pintada de dorado en los créditos principales de la película y los avisos publicitarios de la misma[23]
- Gerry Duggan como Hawker, caddy de golf acompañante de Bond.

## Producción

### Desarrollo
Con el caso judicial entre Kevin McClory y Fleming en torno a la novela Thunderball todavía en el Tribunal Superior, los productores Albert R. Broccoli y Harry Saltzman recurrieron a Goldfinger como la tercera película de Bond. Goldfinger tenía lo que entonces se consideraba un gran presupuesto de $ 3 millones (US $ 25 millones en dólares de 2019), lo equivalente al presupuesto de las dos entregas anteriores combinadas, y fue la primera película de Bond clasificada como un éxito de taquilla. Goldfinger se eligió teniendo en cuenta el mercado cinematográfico estadounidense, ya que las películas anteriores se habían concentrado en el Caribe y Europa.
Terence Young, quien había dirigido las dos anteriores películas, decidió dirigir la película The Amorous Adventures of Moll Flanders en cambio, después de una disputa salarial que lo vio negar un porcentaje de las ganancias de la película. Broccoli y Saltzman en su lugar contrataron a Guy Hamilton como director. Hamilton, quien años atrás rechazó dirigir Dr. No, sintió que necesitaba hacer que Bond fuera menos un "superhombre" haciendo que los villanos parecieran más poderosos. Hamilton conocía a Fleming, ya que ambos estuvieron involucrados durante asuntos de inteligencia en la Marina Real Británica durante la Segunda Guerra Mundial. La película obtuvo el regreso de dos miembros del equipo de producción que no participaron en la película anterior From Russia with Love: el coordinador de dobles Bob Simmons y el diseñador de producción Ken Adam. Ambos jugaron papeles cruciales en el desarrollo de la película, con Simmons coreografiando la secuencia de pelea entre Bond y Oddjob en la bóveda de Fort Knox, que no solo fue vista como una de las mejores peleas de Bond, sino que también uno de los grandes combates cinematográficos" mientras que los esfuerzos de Adam en la película fueron "exuberantemente barrocos" y han dado lugar a que la película sea llamada "una de sus mejores obras".

### Guion
Richard Maibaum, quien coescribió las películas anteriores, volvió a adaptar la séptima novela de Bond. Maibaum arregló el agujero de la trama muy criticado de la novela, donde Goldfinger realmente intenta vaciar Fort Knox. En la película, Bond señala que a Goldfinger le tomaría doce días robar el oro, antes de que el villano revele que en realidad tiene la intención de irradiarlo con el concepto actual de una bomba atómica de la China roja. Sin embargo, a Harry Saltzman no le gustó el primer borrador y contrató a Paul Dehn para que lo revisara. Hamilton dijo que Dehn "sacó a relucir el lado británico de las cosas". A Connery no le gustó su borrador, así que Maibaum regresó. Dehn también sugirió que la secuencia previa a los créditos sea una escena de acción sin relevancia para la trama real. Sin embargo, Maibaum basó la secuencia previa a los créditos en la escena inicial de la novela, donde Bond espera en el aeropuerto de Miami contemplando su reciente asesinato de un traficante de drogas latinoamericano. Wolf Mankowitz, un guionista no acreditado de Dr. No, sugirió la escena en la que Oddjob coloca su automóvil en una trituradora de automóviles para deshacerse del cuerpo del Sr. Solo. Debido a la calidad del trabajo de Maibaum y Dehn, el guion y el esquema de Goldfinger se convirtieron en el modelo para las futuras películas de Bond.

### Rodaje
La Fotografía principal inició el 20 de enero de 1964 en Miami, Florida, en el Hotel Fontainebleau; el equipo era pequeño, compuesto solo por Hamilton, Broccoli, Adam y el director de fotografía Ted Moore. Connery nunca viajó a Florida para filmar porque estaba filmando Marnie en otras partes de los Estados Unidos. En el comentario en audio del DVD, el director Hamilton afirma que, aparte de Linder, que interpretó a Felix Leiter, ninguno de los actores principales de la secuencia de Miami estaba allí. Connery, Fröbe, Eaton, Nolan, que interpretó a Dink, y Willis, que interpretó a la víctima de gin Rummy de Goldfinger, filmaron sus partes en un estudio de sonido en Pinewood Studios cuando se trasladó la filmación. Miami también sirvió como ubicación para las escenas que involucran la búsqueda de Oddjob por parte de Leiter.
Después de cinco días en EE. UU., la producción volvió a Inglaterra. La ubicación principal fue Pinewood Studios, hogar de, entre otros decorados, una recreación del Hotel Fontainebleau, la ciudad sudamericana de la secuencia pre-créditos y la propiedad y la fábrica de Goldfinger. Se utilizaron tres lugares cercanos al estudio: Black Park para la persecución de automóviles que involucra al Aston Martin de Bond y los secuaces de Goldfinger dentro del complejo de la fábrica, para la persecución de automóviles que involucra al Aston Martin de Bond y los secuaces de Goldfinger dentro del complejo de la fábrica, RAF Northolt para los aeropuertos estadounidenses y Stoke Park Club para la escena de los clubes de golf.
El final de la persecución, cuando el Aston Martin de Bond se estrella contra una pared debido al espejo, así como la persecución inmediatamente anterior, se filmaron en la carretera en la parte trasera de los estudio de sonido A y E de Pinewood Studios y el almacén de utilería. El camino ahora se llama Goldfinger Avenue. El Aeropuerto de Londres-Southend se utilizó para la escena en la que Goldfinger vuela a Suiza. Ian Fleming visitó el set de Goldfinger en abril de 1964; murió unos meses después, en agosto de 1964, poco antes del estreno de la película. La segunda unidad filmada en Kentucky, y estas tomas se editaron en escenas filmadas en Pinewood.
La Fotografía Principal se trasladó a Suiza, y la persecución de automóviles se filmó en las pequeñas carreteras curvas cerca de Realp, el exterior de la fábrica de aviones Pilatus en Stans es usada como la fábrica de Goldfinger, y el intento de Tilly Masterson de disparar contra Goldfinger en el Puerto de Furka. El rodaje concluyó el 11 de julio en Andermatt, después de diecinueve semanas de rodaje. Solo tres semanas antes del estreno de la película, Hamilton y un pequeño equipo, que incluía al hijastro de Broccoli y futuro productor de la saga, Michael G. Wilson, como asistente de dirección, fueron a filmaciones de último minuto en Kentucky. Se contrató a más personas para cuestiones de posproducción, como el doblaje, para que la película pudiera estar terminada a tiempo.
Broccoli obtuvo permiso para filmar en el área de Fort Knox con la ayuda de su amigo, el teniente coronel Charles Russhon. Para grabar al Circo Volador de Pussy Galore gaseando a los soldados, a los pilotos solo se les permitió volar por encima de los 3,000 pies. Hamilton recordó que esto era "inútil", por lo que volaron a unos 500 pies, y "los militares se volvieron absolutamente locos". Las escenas de personas que se desmayan involucraron al mismo grupo de soldados que se mudaron a diferentes lugares.
Por razones de seguridad, no se permitieron filmaciones ni fotografías cerca o dentro del Depósito de lingotes de Estados Unidos. Todos los decorados para los interiores del edificio fueron diseñados y construidos desde cero en Pinewood Studios. Los realizadores no tenían ni idea de cómo era el interior del depósito, por lo que la imaginación de Ken Adam proporcionó la idea de oro apilado sobre oro detrás de barras de hierro.
Adam diría después al diario británico The Guardian: "A nadie se le permitió entrar en Fort Knox, pero debido a que (el productor) Cubby Broccoli tenía buenas conexiones y a los Kennedy les encantaban los libros de Ian Fleming, se me permitió sobrevolarlo una vez. Fue bastante aterrador, tenían ametralladoras en el techo. También se le permitía conducir alrededor del perímetro, pero si salía del automóvil, había un altavoz que le advertía que se mantuviera alejado. No había posibilidad de ingresar, y estaba encantado porque sabía de ir a las bóvedas del Banco de Inglaterra que el oro no está muy alto y es decepcionante. Me dio la oportunidad de mostrar el depósito de oro más grande del mundo como lo imaginaba, con el oro subiendo al cielo. Se me ocurrió este diseño tipo catedral. tenía un gran trabajo para persuadir a Cubby y al director Guy Hamilton al principio ".
A Saltzman no le gustó el parecido del diseño con una prisión, pero a Hamilton le gustó lo suficiente como para que se construyera. El auditor de Fort Knox luego envió una carta a Adam y al equipo de producción, felicitándolos por su imaginativa representación de la bóveda. United Artists incluso recibió cartas airadas de personas que se preguntaban "¿cómo se puede permitir que una unidad cinematográfica británica ingrese a Fort Knox?" Adam recordó: "Al final, me alegré de que no se me permitiera entrar en Fort Knox, porque me permitía hacer lo que quisiera". De hecho, el set se consideró tan realista que Pinewood Studios tuvo que colocar una guardia de 24 horas para evitar que los accesorios de las barras de oro fueran robados. Otro elemento original fue el dispositivo atómico, para el cual Hamilton pidió al equipo de efectos especiales que se volviera inventivo en lugar de realista. El técnico Bert Luxford describió el resultado final como un "trabajo de ingeniería", con un motor giratorio, un cronómetro y otras piezas decorativas.

### Efectos

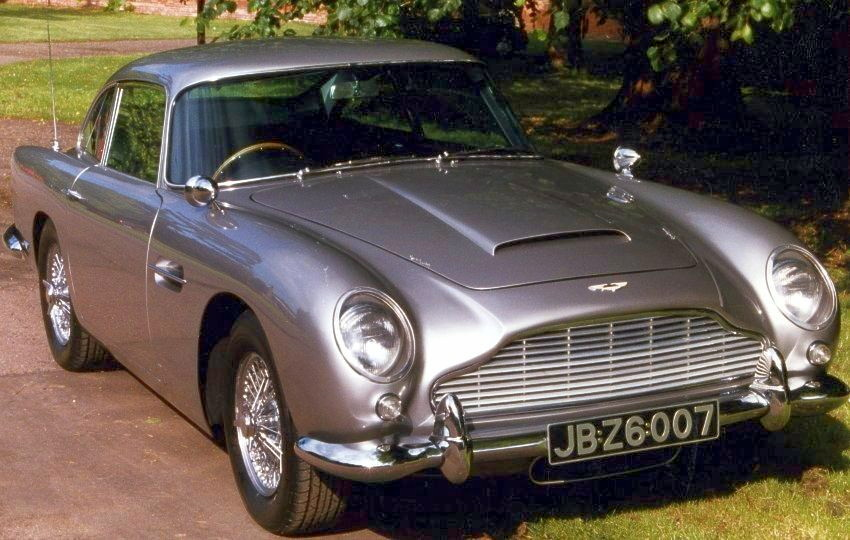
Dos Aston Martin DB5 fueron construidos para la producción, uno de los cuales no tenía dispositivos.

"Antes de (Goldfinger), los dispositivos no eran realmente parte del mundo de Bond", comentó Hamilton. El diseñador de producción Ken Adam eligió el DB5 porque era la última versión del Aston Martin (en la novela Bond conducía un DB Mark III, que consideraba el automóvil más sofisticado de Inglaterra). La empresa inicialmente se mostró reacia, pero finalmente se convenció de hacer un trato de colocación de productos. En el guion, el automóvil estaba armado solo con una cortina de humo, pero todos los miembros de la tripulación comenzaron a sugerir dispositivos para instalar en él: Hamilton concibió la placa giratoria porque había recibido muchas multas de estacionamiento, mientras que su hijastro sugirió el asiento eyector (que vio en la televisión). Un gadget cerca de las luces que soltaba clavos afilados fue reemplazado por un dispensador de aceite porque los productores pensaron que el original podría ser copiado fácilmente por los espectadores. Adam y el ingeniero John Stears reacondicionó el prototipo del Aston Martin DB5, instalando estas y otras características en un automóvil durante seis semanas. La escena en la que se estrella el DB5 se filmó dos veces, y la segunda toma se utilizó en la película. La primera toma, en la que el coche atraviesa la pared falsa, puede verse en el tráiler conematográfico. Dos de los artilugios no estaban instalados en el automóvil: los picos destructores de ruedas, inspirados en los carros con guadaña de Ben-Hur, se fabricaron íntegramente en el estudio; y el asiento eyector usó un asiento lanzado por aire comprimido, con un maniquí sentado encima. Se creó otro automóvil sin los dispositivos, que finalmente se proporcionó con fines publicitarios. Fue reutilizado para Thunderball.
Los láseres no existían en 1959 cuando se escribió el libro, ni tampoco los láseres industriales de alta potencia en el momento en que se hizo la película, lo que los convierte en una novedad. En la novela, Goldfinger usa una sierra circular para intentar matar a Bond, pero los realizadores la cambiaron por un láser para que la película se sintiera más fresca. Hamilton pensó inmediatamente en darle al láser un lugar en la historia de la película como el arma preferida de Goldfinger. Ken Adam fue asesorado sobre el diseño del láser por dos científicos de Harvard que ayudaron a diseñar el reactor de agua en Dr. No. El rayo láser en sí fue un efecto óptico agregado en la postproducción. Para los primeros planos donde la llama atraviesa el metal, el técnico Bert Luxford calentó el metal con un soplete debajo de la mesa a la que Bond estaba atado.

### Secuencia de apertura
La secuencia de créditos de apertura fue diseñada por el artista gráfico Robert Brownjohn, con clips de todas las películas de James Bond proyectadas hasta ahora en el cuerpo de Margaret Nolan. Su diseño se inspiró en ver la luz que se proyectaba en el cuerpo de las personas cuando se levantaban y salían de un cine.
Visualmente, la película utiliza muchos motivos dorados, lo que refleja el tratamiento de la novela de la obsesión de Goldfinger con el metal. Todas las secuaces de Goldfinger en la película, excepto el copiloto de su jet privado (cabello negro) y la azafata (que es coreana) son rubias o pelirrojas, incluidas Pussy Galore y su equipo del circo volador (los personajes Tilly Masterson y Pussy específicamente tienen cabello negro en la novela). Goldfinger tiene un Rolls-Royce pintado de amarillo con matrícula "AU 1" (Au es el símbolo químico del oro), y también luce prendas o amarillas o doradas en cada escena de la película, incluida un revólver dorado, cuando se disfraza de coronel. Jill Masterson es reconocidamente asesinada por ser pintada con oro, lo que según Bond hace que muera de "asfixia en la piel". (Una causa de muerte completamente ficticia, pero la escena icónica hizo que gran parte del público la aceptara como un hecho médico auténtico durante mucho tiempo).) Bond está atado a un banco de corte con una lámina de oro sobre él (como Goldfinger le señala) antes de casi ser grabado con láser. Los secuaces de la fábrica de Goldfinger en la película usan fajas amarillas, Pussy Galore usa dos veces un chaleco dorado metálico y todos los pilotos de Pussy usan insignias amarillas en sus uniformes. La anfitriona Jetstar de Goldfinger, Mei-Lei, viste una blusa dorada y un pareo con detalles dorados. El concepto del tema dorado recurrente que atraviesa la película fue un aspecto de diseño concebido y ejecutado por Ken Adam y el director de arte Peter Murton.
El modelo de jet utilizado para tomas amplias del Lockheed JetStar de Goldfinger se pintó de manera diferente en el lado derecho para usarse como el avión presidencial que se estrella al final de la película. Varios coches fueron proporcionados por la Ford Motor Company incluyendo un Mustang que Tilly Masterson conduce, una camioneta Ford Country Squire utilizada para transportar a Bond desde el aeropuerto hasta la finca equina, un Ford Thunderbird conducido por Felix Leiter y un Lincoln Continental en el que Oddjob mata a Solo. Al Continental le quitaron el motor antes de colocarlo en una trituradora de autos, y el auto destruido tuvo que ser cortado parcialmente para que la plataforma del Ford Falcon Ranchero en la que estaba depositado pudiera soportar el peso.

### Música y banda sonora
Dado que la fecha de estreno de la película había sido predeterminada y la filmación había terminado cerca de esa fecha, John Barry anotó algunas secuencias en versiones aproximadas y no finales de las secuencias. Barry describió su trabajo en Goldfinger como uno de sus favoritos, diciendo que era "la primera vez que tenía el control total, escribiendo la partitura y la canción". Las pistas musicales, de acuerdo con el tema de la película de oro y metal, hacen un uso intensivo de latón y también de campanillas metálicas. La banda sonora de la película se describe como "atrevida y obscena" con "una sensualidad descarada".
Goldfinger comenzó la tradición de las canciones temáticas de Bond introducidas durante la secuencia de apertura, el estilo de la canción del género pop y utilizando artistas populares. (Aunque la canción principal, cantada por Matt Monro, en From Russia with Love fue introducida en unas pocas frases en la primera aparición de Bond, una interpretación completa de la banda sonora solo comenzó para la escena final en las aguas en Venice y a través de los siguientes créditos finales.) Shirley Bassey estableció la tradición del título de apertura dándole su estilo distinguido a "Goldfinger", y cantaría los temas principales de dos futuras películas de Bond, Diamonds are Forever y Moonraker. La canción Goldfinger fue compuesta por John Barry, con letra de Anthony Newley y Leslie Bricusse. La pista presenta a un joven Jimmy Page, que estaba haciendo muchas sesiones en ese momento. La letra fue descrita en un periódico contemporáneo como "pueril", pero lo que permaneció imperturbable fue el impacto mundial de la interpretación de Shirley Bassey. Al igual que la partitura, el arreglo hace un uso intensivo de latón, cumpliendo bien con el cinturón característico de Bassey e incorpora el tema Bond de Dr. No. Newley grabó las primeras versiones, que incluso se consideraron para su inclusión en la película. El álbum de la banda sonora encabezó la lista Billboard 200, y alcanzó el puesto 14 en la lista de álbumes del Reino Unido. El sencillo de "Goldfinger" también tuvo éxito, alcanzando el octavo lugar en el Billboard Hot 100 y 21 en las listas del Reino Unido.
"6 Underground", una canción de la banda inglesa Sneaker Pimps de su álbum de estudio de 1996 Becoming X, usa la melodía del arpa al comienzo de la pista "Golden Girl" de Goldfinger. ("Golden Girl" se reproduce durante una escena en la que Bond descubre el cadáver de Jill Masterson cubierto de pintura dorada).
La composición presenta temas melodiosamente agresivos basados en los arreglos instrumentales de la canción principal, especialmente su conocido estribillo, todo esto acompañados de temas descriptivos de las regiones que visita Bond basados en arreglos jazzísticos.
- 1. Goldfinger
- 2. Into Miami
- 3. Alpine Drive. Auric Factory
- 4. Oddjob Pressing Engagement
- 5. Bond Back in Action
- 6. Teasing the Korean
- 7. Gassing the Gangster
- 8. Goldfinger (instrumental)
- 9. Dawn Raid on Fort Knox
- 10. The Arrival of the Bomb and Cowntdown
- 11. The Death of Goldfinger. End Titles
- 12. Golden Girl
- 13. Death of Tilley
- 14. The Laser Beam
- 15. Pussy Galore's Flying Circus

## Estreno y recepción
La película fue estrenada en el Odeon Leicester Square en Londres el 17 de septiembre de 1964, con lanzamiento general en el Reino Unido al día siguiente. Leicester Square estaba llena de turistas y los fanáticos y la policía no pudieron controlar a la multitud. Un juego de puertas de vidrio del cine se rompió accidentalmente y el estreno se mostró diez minutos tarde debido a la confusión. El estreno en Estados Unidos tuvo lugar el 21 de diciembre de 1964, en el Teatro DeMille in New York. La película se estrenó en 64 cines en 41 ciudades. y finalmente alcanzó un máximo de 485 pantallas. La película fue temporalmente prohibida en Israel debido a la conexión de Gert Fröbe con el Partido Nazi. La prohibición, sin embargo, se levantó muchos años después cuando una familia judía agradeció públicamente a Fröbe por protegerlos de la persecución durante la Segunda Guerra Mundial.

### Crítica
Derek Prouse del diario The Sunday Times dijo de la película que estaba "magníficamente diseñada. Es rápida, es de lo más entretenida y ridícula y es emocionante".
El revisor del diario The Times dijo "Todos los dispositivos son infinitamente sofisticados, y también lo es la película: la tradición de la auto-burla continúa, aunque a veces se sobrepasa", diciendo también que "Es la mezcla como antes, solo que más: es magnífica tontería ". Los esfuerzos de actuación de Connery fueron pasados por alto por este crítico, quien dijo: "Hay una excelente interpretación de parte del Sr. Bernard Lee y el Sr. Harold Sakata: el Sr. Gert Fröbe está sorprendentemente bien en la parte difícil de Goldfinger. Donald Zec, del Daily Mirror, dijo de la película que "los diseños de escenarios de Ken Adam son brillantes; la dirección de Guy Hamilton tensamente emocionante; Connery está mejor que nunca, y los títulos superpuestos en el cuerpo reluciente de la chica de oro están inspirados".
Penelope Gilliatt, del diario The Observer, dijo que la película tenía "una insensibilidad burlona" y que era "absurda, divertida y vil". El diario The Guardian dijo que la película era "dos horas de fantasía imperdible", y también dijo que la película era "la más emocionante, la más extravagante de las películas de Bond: basura de los dioses", y agregó que Connery era "mejor que nunca como Bond". Alan Dent, del diario The Illustrated London News, pensó que Goldfinger es aún más tensa, más ruidosa, más ingeniosa y más imposible que la anterior película... [un] fárrago brillante", y agregó que Connery "es inefable".
Philip Oakes del The Sunday Telegraph dijo que la película era "deslumbrante en su ingenio técnico", mientras la revista Time dijo que "esta película es un thriller exuberantemente travestido". Bosley Crowther, del The New York Times estaba menos entusiasmado con la película, y dijo que era "tediosamente evidente" que Bond se estaba volviendo cada vez más dependiente de los dispositivos con menos énfasis en "las exuberantes tentaciones de las mujeres voluptuosas", aunque admitió que "Connery interpreta al héroe con una , dominando el aire". Guardó sus elogios para otros actores de la película, diciendo que "Gert Fröbe es acertadamente gordo y salvaje como el malvado financiero, y Honor Blackman es tremendamente frígida y llamativa como cómplice aeronáutica de este último".
En la Guía para el fanático del cine, Danny Peary escribió que Goldfinger es "la mejor de las películas de James Bond protagonizada por Sean Connery ... Hay mucho humor, trucos, emoción, un concurso de golf divertido pero tenso entre Bond y Goldfinger, emocionantes peleas a muerte entre Bond y Oddjob y Bond y Goldfinger, y un crimen central fascinante ... Lo más agradable, pero lástima que el papel de Eaton no sea más largo y que Goldfinger de Fröbe, un intelectual pesado pero ágil en la tradición de Sydney Greenstreet, nunca apareció en otra película de Bond ". Roger Ebert del Chicago Sun Times declaró que esta era su película de Bond favorita y luego la agregó a su lista de "Grandes películas".
El agregador de reseñas de películas Rotten Tomatoes otorga una calificación del 99% y una puntuación media de 8,6 / 10 según 67 opiniones. El consenso del sitio web dice: "Goldfinger es donde James Bond, tal como lo conocemos, entra en foco: presenta una de las líneas más famosas de 007 ('Un martini. Agitado, no revuelto') y una amplia gama de dispositivos convertirse en la marca registrada de la serie ". Goldfinger es la película de Bond mejor calificada en el sitio.

### Promoción

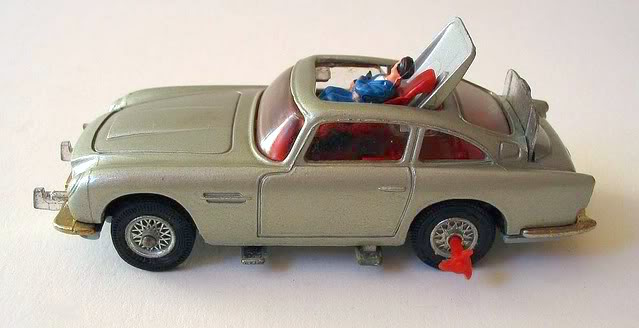
Aston Martin DB5 de 1964, producido por Corgi Toys, como mercadotecnia de la película

La campaña de marketing de la película comenzó tan pronto como comenzó el rodaje en Florida, y Eon permitió a los fotógrafos ingresar al set para tomar fotografías de Shirley Eaton pintada en oro. Robert Brownjohn, quien diseñó los créditos de apertura, fue el responsable de los carteles de la campaña publicitaria, que también utilizó a la actriz Margaret Nolan. Para promocionar la película, los dos Aston Martin DB5 se exhibieron en la Feria Mundial de Nueva York de 1964 y se denominó "el automóvil más famoso del mundo";; en consecuencia, las ventas del automóvil aumentaron. Corgi Toys comenzó su relación de décadas con la franquicia Bond, produciendo un juguete del automóvil, que se convirtió en el juguete más vendido de 1964. El éxito de la película también llevó a la creación de ropa, zapatos, figuras de acción, juegos de mesa, rompecabezas, loncheras, juguetes, álbumes de discos, tarjetas coleccionables y coches; todos oficiales.

### Taquilla
El presupuesto de $3 millones de la película se recuperó en dos semanas y rompió récords de taquilla en varios países del mundo. El Libro Guinness de los récords mundiales incluyó a Goldfinger como la película más taquillera de todos los tiempos. La demanda de la película era tan alta que el cine DeMille en la ciudad de Nueva York tuvo que permanecer abierto las veinticuatro horas del día. La película cerró su racha de taquilla original con $ 23 millones en Estados Unidos y $46 millones en todo el mundo. Después de las reediciones, la primera fue una presentación doble con Dr. No en 1966, La película recaudó un total de $ 51,081,062 en los Estados Unidos y $73,800,000 en otros lugares, para un total mundial bruto de $ 124,900,000.
La distribuidora de películas Park Circus relanzó Goldfinger en el Reino Unido el 27 de julio de 2007 en 150 multicines, en impresiones digitales. El relanzamiento colocó a la película en el duodécimo lugar de la taquilla semanal. La película volvería a recibir un relanzamiento en noviembre de 2020 tras la muerte de Connery.

### Premios y nominaciones
En la 37.ª ceremonia de los Premios Óscar, Norman Wanstall ganó un Premio Óscar por Mejor edición de efectos de sonido, haciendo de Goldfinger la primera película de Bond en recibir un Premio de la Academia. John Barry fue nominado al Grammy por mejor Banda Sonora, y Ken Adam fue nominado al BAFTA a la Mejor Dirección de Arte Británica (Color), donde también ganó el premio a la Mejor Dirección de Arte Británica (Blanco y Negro) por Dr. Strangelove. El American Film Institute ha premiado la película en cuatro ocasiones: clasificándola en el puesto 90 como mejor cita de película ("Un martini. agitado, no revuelto"), en el puesto 53 por mejor canción ("Goldfinger"), en el puesto 49 por mejor villano (Auric Goldfinger) y en el puesto 71 por película más emocionante. En 2006, Entertainment Weekly e IGN nombraron a Goldfinger como la mejor película de Bond, mientras que MSN la nombró como la segunda mejor, detrás de su predecesora. IGN y EW también nombraron a Pussy Galore como la segunda mejor chica Bond. En 2008, Total Film nombró a Goldfinger como la mejor película de la saga. El Times colocó a Goldfinger y Oddjob en segundo y tercer lugar en su lista de los mejores villanos de Bond en 2008. También nombraron al Aston Martin DB5 como el mejor auto de las películas.

## Ediciones en formato doméstico
La película fue estrenada en 1994 en el Reino Unido y Estados Unidos bajo formato Video CD. Fue estrenada por primera vez en DVD en los EE. UU. En 1997 por MGM Home Entertainment y en Europa en el año 2000. En 2006 vio el lanzamiento del DVD 'Ultimate Edition', cuyo video se obtuvo de un master 4K recién escaneado de la película original. En 2008, fue estrenada en formato Blu-ray.

## Impacto y legado
El guion de Goldfinger se convirtió en un modelo para las películas de Bond posteriores. Fue la primera de la serie que mostraba a Bond confiando en gran medida en la tecnología, así como el primero en mostrar una secuencia de pre-créditos con solo un enlace tangencial a la historia principal—en este caso, permitir que Bond llegue a Miami después de una misión. También se introdujo para la primera de muchas apariciones el informe en Q, que permite al espectador ver los dispositivos en desarrollo. También se presentó para la primera de muchas apariciones es la reunión informativa en la división Q, lo que permite al espectador ver los aparatos en el desarrollo. Las películas posteriores de la serie Bond siguen la mayor parte de la estructura básica de Goldfinger, con un secuaz con una característica particular, una chica Bond que es asesinada por el villano, un gran énfasis en los artilugios y un enfoque más irónico, aunque tratando de equilibrar entre acción y comedia.
Goldfinger ha sido descrita como quizás "la imagen de Bond más elogiada y elogiada de todas ellas" y después de "Goldfinger", Bond "se convirtió en un verdadero fenómeno". El éxito de la película propició la aparición de muchas otras obras en el género del espionaje y parodias de James Bond, tales como la película Help! de The Beatles en 1965 y una parodia de la primera novela de Bond de Ian Fleming, Casino Royale, en 1967. De hecho, se ha dicho que Goldfinger fue la causa del auge de las películas de espionaje en la década de 1960, Tanto es así que en "1966, a los espectadores se les ofrecieron no menos de 22 ejemplos de entretenimiento de agentes secretos, incluidos varios intentos descarados de comenzar series competitivas, con James Coburn interpretando a Derek Flint en la película Our Man Flint y Dean Martin como Matt Helm".
Incluso dentro del canon de Bond, se homenajea a "Goldfinger"; en la 22.ª película de Bond, Quantum of Solace, incluye un homenaje a la escena de la muerte con pintura corporal dorada al tener un personaje femenino muerto en una cama desnudo, aunque cubierto de petróleo crudo. Fuera de las películas de Bond, elementos de Goldfinger, como Oddjob y su uso de su sombrero como arma, Bond se quitó el traje de buzo para revelar un esmoquin debajo, y la escena del láser ha sido homenajeada o falsificada en obras como True Lies, The Simpsons, y la saga de Austin Powers. El programa de televisión estadounidense MythBusters exploró muchos escenarios vistos en la película, como la despresurización explosiva en un avión a gran altura, la muerte por pintura de cuerpo entero, un asiento eyector en un coche y usar un esmoquin debajo de un traje de buzo.
El éxito de la película llevó a que las novelas Bond de Ian Fleming recibieran un aumento de popularidad. y casi 6 millones de libros se vendieron en el Reino Unido en 1964, incluidas 964.000 copias de Goldfinger solamente. Entre los años 1962 y 1967 se vendieron un total de 22,792,000 novelas de Bond.
El videojuego de 2012 007 Legends presenta un nivel basado en Goldfinger.

### Homolesbofobia y violencia de género
El personaje de James Bond ha sido reiteradamente señalado por ser un violador y un homofóbico, al igual que la película, incluso reconocido por su propio creador, Ian Fleming.
Ian Fleming, el creador del personaje, explicó en una carta que creía que una lesbiana «solo necesitaba el hombre correcto para alinearse... para curar su enfermedad psico-patológica» («only needed the right man to come along … to cure her psycho-pathological malady»). En la película, Bond se enfrenta a Pussy Galore, brazo derecho del villano Goldfinger, una mujer presentada como lesbiana. «pussy» en inglés el uno de los términos groseros para referirse a la vagina, mientras «galore», significa «en abundancia»; el nombre de este modo puede traducirse como «Mucha Vagina», aunque en tono más grosero y machista.
En una escena clave de la película, en un pajar, Bond intenta seducir a Pussy y ante su negativa la viola.

Pussy: Déjelo, no estoy interesada.
Bond: ¿Qué se necesitaría para que veas las cosas a mi manera?
Pussy: Mucho más de lo que usted tiene. Vamos.
Bond: ¿Cómo lo sabes?
Pussy: No quiero saberlo.
Bond: ¿No es una costumbre conceder a un hombre condenado su última petición?

Comienza entonces una pelea entre ambos hasta que Bond queda encima de ella. Él la besa y ella resiste e intenta sacárselo de encima, pero finalmente cede y se besan apasionadamente. En su descargo se ha dicho que así eran las cosas en aquellos años.

### Reconocimientos
Listas del American Film Institute
- Anexo:AFI's 100 años... 100 películas de suspense: Puesto #71
- Anexo:AFI's 100 años... 100 héroes y villanos:
  - Auric Goldfinger: Puesto #49 como villano.
- Anexo:AFI's 100 años... 100 frases:
  - "Un Martini. Agitado, no batido.": Puesto #90
- Anexo:AFI's 100 años... 100 canciones:
  - Goldfinger: Puesto #53
- Anexo:AFI's 100 años... 100 películas (edición 10.º aniversario) – Nominada